# Вырва (село)
Вырва (укр. Вирва) — село на Украине, находится в Радомышльском районе Житомирской области. Относится к Иршанскому сельскому совету.
Через село протекает река Вырва.

## История
Во время Великой Отечественной войны село находилось под немецкой оккупацией. В условиях оккупации здесь действовала подпольная группа Малинской подпольной организации.
Население по переписи 2001 года составляло 185 человек.

## Адрес местного совета
12211, Житомирская область, Радомышльский район, село Ирша, ул. Ленина, 1, тел. 9-62-82.